# Lion Paws and Lady Fingers
Lion Paws and Lady Fingers è un cortometraggio muto del 1920 scritto e diretto da Fred C. Fishback (Fred Hibbard)

## Produzione
Il film fu prodotto dalla Century Film.

## Distribuzione
Distribuito dall'Universal Film Manufacturing Company, il film - un cortometraggio in due bobine - uscì nelle sale cinematografiche USA il 26 aprile 1920.